# Daviscupový tým Japonska
Daviscupový tým Japonsko reprezentuje Japonsko v Davisově poháru od roku 1921 pod vedením národní federace Japonského tenisového svazu (japonsky 日本テニス協会).

## Historie
Nejlepšího výsledku tým dosáhl při premiérové účasti v roce 1921. Ve vyzývacím finále však Japonci podlehli obhájci salátové mísy Spojeným státům 0:5 na zápasy. Ve světové skupině družstvo hrálo od jejího vzniku v roce 1981 až do roku 1985, kdy ji na sedmnáct ročníků opustilo.
V roce 2012 se vrátilo do světové skupiny poprvé od roku 1985. V úvodním kole však podlehlo Chorvatsku 2:3 na zápasy a následně nezvládlo ani zážijovou baráž s Izraelem. Po ročním setrvání v asijskopacifické zóně, se opět do světové skupiny probojovalo v roce 2014, kdy v ní zaznamenalo historicky premiérové vítězství. V úvodním kole porazilo Kanadu 4:1 na zápasy za přispění hráče elitní světové desítky Keie Nišikoriho. V tokijském čtvrtfinále však Japonci neuhráli ani bod na Českou republiku. Do sezóny 2017 pak asijské družstvo nejvyšší úroveň soutěže neopustilo po zvládnutých barážích v letech 2015 a 2016.

## Složení týmu
k únoru 2017
- Taró Daniel
- Jošihito Nišioka
- Júiči Sugita
- Jasutaka Učijama

## Chronologie zápasů

### 2010–2019
| Rok  | úroveň                                        | datum                | místo                      | soupeř         | skóre | výsledek |
| ---- | --------------------------------------------- | -------------------- | -------------------------- | -------------- | ----- | -------- |
| 2010 | asijsko-oceánská zóna, 1. skupina, 1. kolo    | 5.–7. března         | Ósaka, Japonsko            | Filipíny       | 5–0   | výhra    |
| 2010 | asijsko-oceánská zóna, 1. skupina, semifinále | 7.–9. května 2010    | Brisbane, Austrálie        | Austrálie      | 0–5   | prohra   |
| 2011 | asijsko-oceánská zóna, 1. skupina, 1. kolo    | 4.–6. března         | Lapu-Lapu City, Filipíny   | Filipíny       | 3–1   | výhra    |
| 2011 | asijsko-oceánská zóna, semifinále             | 8.–10. července      | Miki, Japonsko             | Uzbekistán     | 4–1   | výhra    |
| 2011 | Světová skupina, baráž                        | 16.–18. září         | Tokio, Japonsko            | Indie          | 4–1   | výhra    |
| 2012 | Světová skupina, 1. kolo                      | 10.–12. února 2012   | Miki, Japonsko             | Chorvatsko     | 2–3   | prohra   |
| 2012 | Světová skupina, baráž                        | 14.–16. září         | Tokio, Japonsko            | Izrael         | 2–3   | prohra   |
| 2013 | asijsko-oceánská zóna, 1. skupina, 1. kolo    | 1.–3. února          | Tokio, Japonsko            | Indonésie      | 5–0   | výhra    |
| 2013 | asijsko-oceánská zóna, 1. skupina, semifinále | 5.–7. dubna          | Tokio, Japonsko            | Jižní Korea    | 3–2   | výhra    |
| 2013 | Světová skupina, baráž                        | 13.–15. září         | Tokio, Japonsko            | Kolumbie       | 3–2   | výhra    |
| 2014 | Světová skupina, 1. kolo                      | 31. ledna – 2. února | Tokio, Japonsko            | Kanada         | 4–1   | výhra    |
| 2014 | Světová skupina, čtvrtfinále                  | 4.–6. dubna 2014     | Tokio, Japonsko            | Česko          | 0–5   | prohra   |
| 2015 | Světová skupina, 1. kolo                      | 6.–8. března         | Vancouver, Kanada          | Kanada         | 2–3   | prohra   |
| 2015 | Světová skupina, baráž                        | 18.–20. září         | Pereira, Kolumbie          | Kolumbie       | 3–2   | výhra    |
| 2016 | Světová skupina, 1. kolo                      | 4.–6. března         | Birmingham, Velká Británie | Velká Británie | 1–3   | prohra   |
| 2016 | Světová skupina, baráž                        | 16.–18. září         | Ósaka, Japonsko            | Ukrajina       | 5–0   | výhra    |
| 2017 | Světová skupina, 1. kolo                      | 3.–5. února          | Tokio, Japonsko            | Francie        | 1–4   | prohra   |
| 2017 | Světová skupina, baráž                        | 15.–17. září         |                            |                | –     | –        |

### Související článek
- Fedcupový tým Japonska